# Percé on the Rocks

Percé on the Rocks est un film québécois de court-métrage réalisé par Gilles Carle, sorti en 1964. 

## Synopsis
Nous sommes à Percé, une petite ville touristique de Gaspésie dont les visiteurs apprécient particulièrement sa plage et sa fameuse formation rocheuse. Trois jeunes filles, en ciré d'abord, en maillot de bain ensuite, arpentent les lieux tout en considérant ceux qui les fréquentent avec un rien d'ironie. Elles ne nous dispensent pas moins d'utiles informations sur l'historique de Percé (depuis l'invasion viking), sur sa géographie et sur la nature qui l'environne.

## Fiche technique
- Titre original : Percé on the Rocks
- Réalisation, scénario et commentaire : Gilles Carle
- Musique : Maurice Blackburn, ainsi qu'un version parodique de « O Sole Mio » et le tout début de « Les Montagnards sont là » d'Alfred Roland (1833)
- Photographie : Guy Borremans
- Mixage: Ron Alexander
- Montage son : Werner Nold
- Montage : Eric de Bayser
- Production : Jacques Bobet
- Société de production et de distribution : ONF
- Pays de production :  Canada (Québec)
- Format : couleurs ; 35 mm
- Langue d'origine : français
- Genre : documentaire expérimental
- Durée : 9 minutes 28 secondes

## Narratrices
- Luce Guilbeault
- Anne Lauriault
- Suzanne Valéry

## Palmarès
- Grand prix du Festival International de Montréal 1964
- Prix du Congrès du Spectacle, Montréal 1965